# Agatiasz Scholastyk
Agatiasz Scholastyk albo Agatiasz z Myriny (gr. ᾿Αγαθίας Σχολαστικός; ur. po 536, zm. 585) – historyk, retor i poeta bizantyński.
Agatiasz urodził się w 536 roku w Myrinie w Azji Mniejszej. Był prawnikiem w Konstantynopolu, gdzie zgromadził wokół siebie krąg przyjaciół, humanistów i podobnie jak on prawników. Podczas wspólnych spotkań odczytywali własne wiersze, które Agatiasz zebrał później w Antologii nowych epigramatów. Pozostawił po sobie około 100 epigramatów różnych rodzajów: miłosnych, wotywnych, nagrobkowych, popisowych i opisujących dzieła sztuki. Pod koniec życia z namowy przyjaciół podjął pracę nad kontynuacją Historii wojen Prokopiusza z Cezarei. Dzieło znane pod tytułem O panowaniu Justyniana zostało przez niego doprowadzone do 558 roku. W księgach I i II opisuje zwycięską wojnę Bizancjum z Gotami i Frankami w Italii, a w kolejnych relacjonuje wojny z Alemanami i Persami w Lazyce. Dzieło Agatiasza jest jedynym źródłem do historii tego okresu dziejów Bizancjum.

## Życiorys
Agatiasz urodził się po 536 r. w Myrinie w małoazjatyckiej Eolii. Początkowo pobierał lekcje retoryki w szkole swego ojca Memnoniosa w Konstantynopolu, a następnie studiował prawo w Aleksandrii. W roku 554 powrócił do stolicy, gdzie – dokończywszy studia – rozpoczął karierę adwokacką (stąd przydomek Scholastikòs). W Konstantynopolu Agatiasz skupił wokół siebie krąg należących do elity intelektualnej stolicy prawników i humanistów (scholastikòj). Należeli do niego znany poeta Paweł Silencjariusz, konsul Macedoniusz, prefekt Julian z Egiptu oraz Arabiusz Scholastyk, Eratostenes Scholastyk, Eutolmiusz Scholastyk, Ireneusz Referendarz, Izydor Scholastyk, Jan Barbukalos, Julian Antikensor, Leoncjusz Scholastyk, Teetet Scholastyk i Tomasz Scholastyk. Wszyscy oni tworzyli epigramy posługując się językiem klasycznym oraz wyniesioną ze szkół wiedzą mitologiczną i historyczną. Pisali na te same tematy, choć w nowym ujęciu i z odmienną pointą. Prawdopodobnie odczytywali własne utwory podczas wspólnych spotkań towarzyskich.

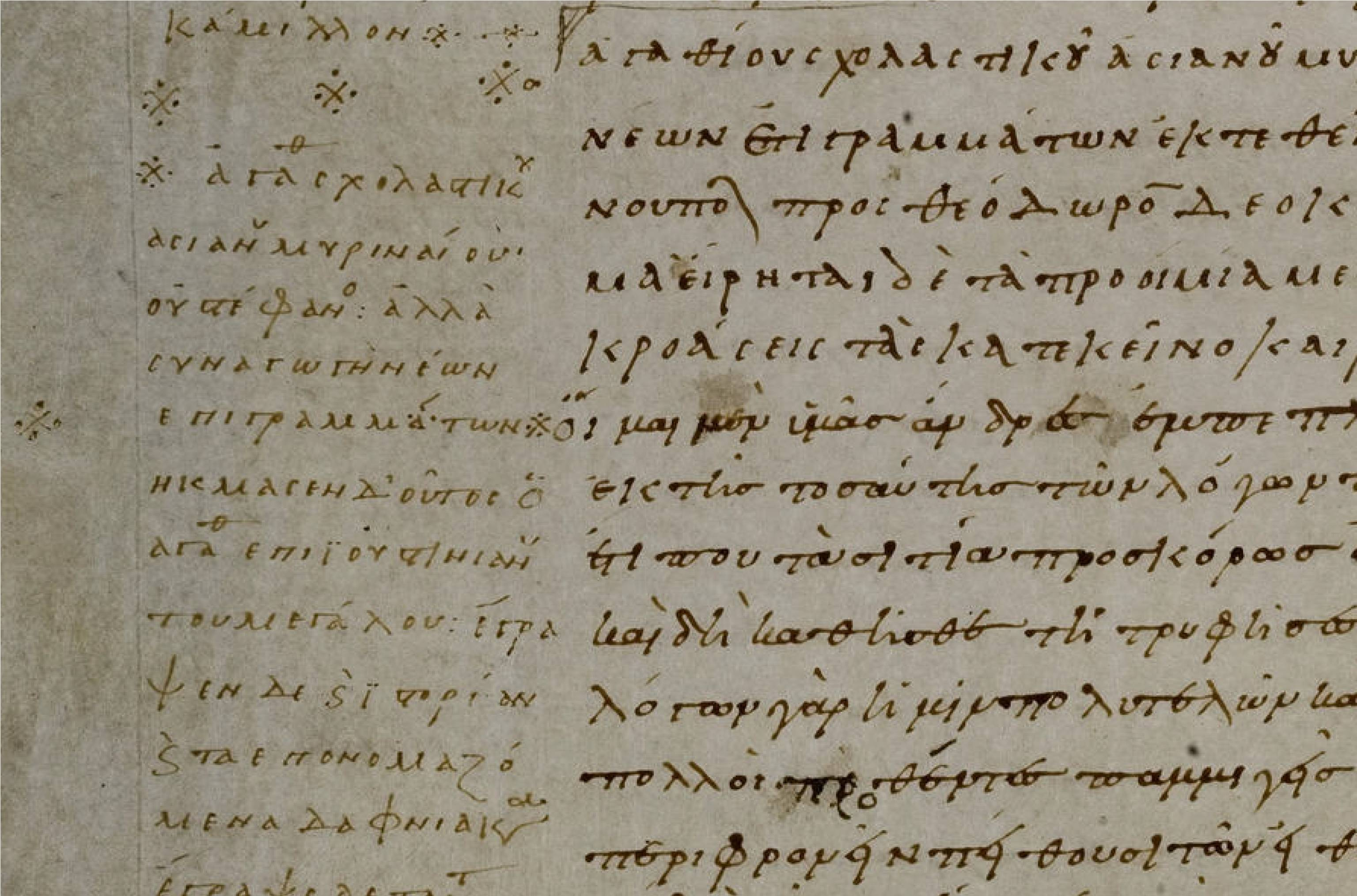
Proojmion Cyklu Agatiasza. Antologia palatyńska, strona 83

Agatiasz wydał utwory swoje i przyjaciół w Antologii nowych epigramów (Syllogé néon epigrammáton, Kýklos), zwanej też Cyklem nowych epigramów. Zerwał w niej z dotychczasową tradycją układania epigramów w kolejności alfabetycznej. Wydawane epigramy podzielił na siedem ksiąg, każdą księgę poświęcił osobnej grupie epigramów: wotywnym, opisującym dzieła sztuki, nagrobkowym, popisowym, biesiadnym, satyrycznym i miłosnym. Większa część zbioru Agatiasza weszła później do Antologii palatyńskiej, a jego koncepcja wydawania epigramów w układzie tematycznym znalazła naśladowcę w redaktorze Antologii Konstantynie Kefalasie. Pod koniec życia, Agatiasz, z namowy przyjaciół, podjął się pracy nad kontynuacją Historii wojen Prokopiusza z Cezarei. Zmarł w 585 r.

## Twórczość epigramatyczna
Antologia palatyńska przechowała około stu epigramów Agatiasza liczących sobie od 2 do 10 wersów. Motywy czerpał poeta od poprzedników: Kallimacha, Teokryta i z dwóch Wieńców Meleagra i Filipa. Zachowało się trochę konwencjonalnych erotyków z okresu młodzieńczego, w których rzadko posuwa się do libertynizmu (V 269, 285, 294) lub niesmacznej czułostkowości (V 285). W rozmowie mężczyzną szukającym przygód pozamałżeńskich oświadcza (V 267): Kłamiesz, nie kochasz, bo jakżeby dusza prosto myśląca mogła szaleć z miłości. Zakochanym zaleca drogę pośrednią pomiędzy sentymentalizmem a męskością (V 246). Wraz z cynikiem Diogenesem rozważa niedogodności wszelkich związków z heterami, pannami, mężatkami, wdowami, niewolnicami, cudzoziemkami, kończąc cynicznie: tego wszystkiego uniknął Diogenes – samopomocą, nie potrzebując Laidy.
W innych epigramatach zastrzega się przed miłością do chłopców (V 278) jako przeciwną naturze (X 68). Opowiada wziętą z Klalimacha anegdotę o Polemonie, który z zazdrości o poetę obciął żonie włosy i pobił ją, ale nic przez to nie zyskał prócz jej nienawiści (V 248). Poeta nie lubi wina, ale upoi się resztką, która została w pucharze, do którego przytknęła wargi ukochana (V 261). Ma żal do jaskółek, które obudziły go po nieprzespanej nocy, uświadamiając mu, że nie ma przy nim ukochanej Rodane (V 237).
Z wotywnych utworów Agatiasza warto przytoczyć epigram o młodej mężatce Kalliroe składającej ofiarę Afrodycie, Atenie i Artemidzie w podzięce za udane małżeństwo (VI 59). Z twórczości wotywnej na uwagę zasługują dwa epitafia. Pierwszy zwraca się do przechodnia, by przekazał mężowi prośbę pochowanej nad Bosforem żony, o wzniesienie przy domu upamiętniającego ją cenotafu (VII 569). Drugi mówi o pojednaniu się małżonków dopiero po śmierci, w obliczu srogiego Minosa (VII 596). Sceptycyzm Kallimacha, co do życia pozagrobowego, podjął w epigramie o filozofie Nikostracie (XI 354). Ten zapytany o nieśmiertelność duszy odpowiedział sprzecznym dylematem: albo dusza jest nieśmiertelna, albo nie, poczekaj to zobaczysz lub idź w ślady Kallimachowego Kleombrota. Podobne do tej anegdoty są dwuznaczne rady adwokata (XI 370), lekarza (XI 22) i astrologa (XI 365). Oprócz kilku ekfraz, napisał też popisowy epigram Na latrynę stojącą na przedmieściu Smyrny, gdzie drogie potrawy stają się gnojem (IX 642). Epigramy różne dobrze oddaje utwór o pięknym posągu tańczącej bakchantki, która gdy ludzie odejdą, uderzy w kastaniety. Do najładniejszych utworów Agatiasza należy bilecik napisany do przyjaciela Pawła Silencjariusza, mieszkającego na drugim krańcu Konstantynopola. Poeta zajęty nie może odwiedzić ani jego ani swej ukochanej słodkiej jak miód. Nie cieszy go widok ogrodów, świergot ptaków i rechot żab, zgnębionego podwójną tęsknotą za przyjacielem i tą, która ma kózki wdzięk.
W IV księdze Antologii palatyńskiej zawierającej wstępy do wcześniejszych antologii epigramatów greckich zachował się też dosyć długi, przyciężki, wierszowany Wstęp (proojmion) Agatiasza obejmujący 46 trymetrów jambicznych i 87 heksametrów.

## O panowaniu Justyniana

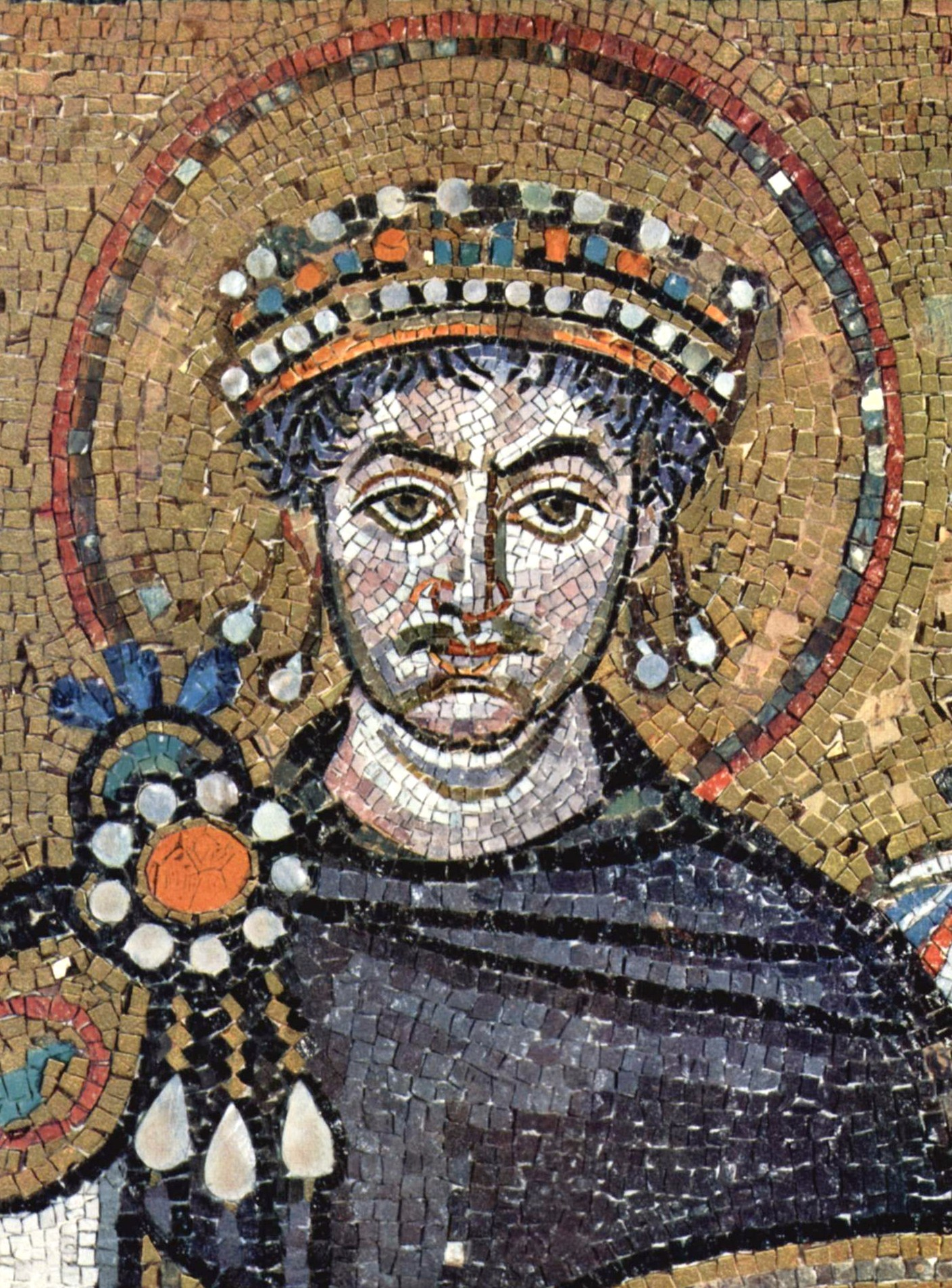
Cesarz Justynian I Wielki

Zachęcony przez przyjaciół Agatiasz przystąpił do spisywania historii Cesarstwa od momentu, w którym Prokopiusz z Cezarei zakończył swoją Historię wojen. Dzieło Agatiasza – znane nam pod tytułem Περι της ᾿Ιουστινιανού βασιλείας (O panowaniu Justyniana) – w założeniu miało zapewne zostać doprowadzone do końca rządów Justyniana Wielkiego (527–565). Najprawdopodobniej przedwczesna śmierć autora sprawiła jednakże, iż powstało jedynie pięć ksiąg obejmujących okres 552–558. Księgi I i częściowo II zawierają opis walk toczonych z Gotami i Frankami w Italii, którym ostateczną klęskę zadały wojska bizantyńskie dowodzone przez Narsesa. W kolejnych księgach zawarte zostały relacje z wojen z Alemanami i Persami w Lazyce. Przy okazji pisarz przedstawił opis kraju i okolic Chersonezu. Na uwagę zasługują m.in. liczne wiadomości o plemionach tureckich, pomocniczych oddziałach wojsk Hunów oraz Słowian w armii bizantyńskiej.
Przy opracowywaniu swego dzieła Agatiasz wykorzystał nie tylko materiały archiwalne i ustne przekazy greckie, ale również źródła perskie, które tłumaczył mu jego przyjaciel, zhellenizowany Pers Sergiusz. Podobnie jak Prokopiusz, Agatiasz był zwolennikiem programu politycznego Justyniana, choć nie pomijał milczeniem jego błędów.
Praca Agatiasza stanowi jedyne źródło dla dziejów Bizancjum w tych latach, zaś on sam – pomimo iż niejednokrotnie popuszczał wodze fantazji i dawał się zbytnio ponieść własnym refleksjom – uznawany jest przez specjalistów za autora wiarygodnego. W kwestiach języka i stylu wzorował się na Prokopiuszu, pisząc klasycznym językiem attyckim i przejmując od swego mistrza nie tylko słowa i wyrażenia, ale całe fragmenty, które dostosowywał do swoich potrzeb. Bardziej natomiast niż Prokopiusz dbał o formowanie klauzul akcentowych, wyszukane słownictwo. Kompozycja całości jest zwarta, starannie dopracowana, narrację ożywia Agatiasz za pomocą umiejętnie stosowanych figur retorycznych przeplatanych obrazami poetyckimi. Podobnie jak Prokopiusz, Agatiasz odznacza się też głęboką znajomością historiografii i literatury greckiej poprzednich epok.

## Wydania źródłowe (w oryginale)
- B. G. Niebuhr, Corpus scriptorum historiae Byzantinae, Pars III, Bonn 1828
- L. Dindorf, Historici Graeci minores, II, Lipsk 1871, s. 132–453

## Przekłady na języki nowożytne
- Joseph D. Frendo, Agathias: The Histories, Berlin 1975
- M.V. Levczenko, Агафий Миринейский. О царствовании Юстиниана, 1996

## Przekłady na język polski
- Agatiasz Scholastyk, Epigramy, [w:] Antologia Palatyńska, wybrał, przeł. i oprac. Zygmunt Kubiak, Warszawa 1978, s. 294–298 (Okrutne jaskółki, s. 294, Zręczny podstęp, s. 294, Pocałunek w pucharze, s. 295, Pycha ukarana, s. 295, List do Pawła Silencjariusza, s. 296, Miłość nieprawdziwa, s. 296, Bakchantka nieśmiała, s. 297, Ofiary dziękczynne, s. 297, Podarunek dla narzeczonej, s. 297, Grób matki, s. 298, Prośba umarłej, s. 298, Śmierć zwaśnionych kochanków, s.298).
- Agatiasz Scholastyk, O panowaniu Justyniana, [w:] Literatura bizantyńska, wybór tekstów, układ i tłum. Jan Birkenmajer, Wielka literatura powszechna Trzaski, Everta i Michalskigo, Antologia, t. 6, cz. 2, Warszawa 1933, s. 854.